# Ibappi
Ibappi（いばっピ）是由茨城交通發行及引入的非接觸型IC卡車票。於同公司的一般路線巴士専用。其登錄商標屬於茨城交通。

## 概要
於2015年12月1日開始投入服務。其名稱由公眾選出。開始時只當作儲值票而沒有定期票機能，但及後宣布定期票機能預計在2016年2月下旬開始。Ibappi根據通常車費為基準向使用者提供以1日圓單位，比較便宜的IC卡専用車費。
水戶地區主要使用Suica（JR巴士關東）、PASMO（關東鐵道）及Ibappi（茨城交通）3種類IC卡，但與前二者不同，並不能互相兼容。亦未開始電子貨幣服務。Ibappi開始投入服務同時，除了共通回数券以外，所有的紙製回数券的使用及退款在2016年6月30日停止。

## 沿革
- 2015年12月1日 - 開始提供服務
- 2016年2月27日 - 開始定期票服務
- 2016年6月10日 - 已經售出達3萬張[4]

## 種類

### 一般卡
- 成人無記名式
- 成人記名式
- 成人優惠
- 兒童記名式
- 兒童優惠

成人無記名式如果遺失或被偷竊，無法報失及補發新卡。按金是500日圓。

### 定期票卡
- 通勤定期票（來回定期票、單程定期票）

　1個月、3個月、6個月及端數定期票
- 通學定期票（來回定期票、單程定期票）

　1個月、3個月、6個月、端數定期票、學期定期票及後期定期票及年間定期票「Campus Port 365（キャンパスポート３６５）」
- 單程定期票（只限於指定方向上落車）
- 2枚定期

　1枚Ibappi內可購買2種類定期票
- 年間定期票及学期定期票
- 長者專用　全線自由定期票　茨交漫遊Pass

　滿65歳以上長者，能夠隨便乘搭全部巴士全線的定期票

## 系統

### 發行及增值
Ibappi能在各茨城交通的營業所及水戶車站前乘客服務站發售。大人無記名式可以在接受Ibappi的巴士上買到。售價連按金為2000日圓（即卡內餘額為1500日圓）。現金增值能在接受Ibappi的巴士錢箱上、各茨城交通的營業所及水戶車站前乘客服務站進行。亦可以申請自動增值功能。

### 優惠制度
現正提供用戶優惠（10%）、平日日間優惠（10%）及轉乘優惠（50円）等優惠服務。用戶優惠的車費，在茨城交通的官方網站內進行車費查詢後，會以IC車費（「（Ibappi車費）」）表示。

### 提携服務
常陽銀行信用卡「JOYO CARD Plus」為使用Ibappi自動增值功能的用戶提供現金回贈優惠，但已於在2016年5月完結。

## 註腳
1. ↑  日本 第5768232号（權利者為茨城交通株式会社）
2. 1 2 3 4 5 6 7 8 9 10  .   [2017-08-04]. （原始内容存档于2020-02-20）.
3. 1 2  .   [2017-08-08]. （原始内容存档于2020-02-20）.
4. ↑  2016年6月23日茨城新聞
5. ↑  .   [2016-02-01]. （原始内容存档于2016-02-01）.

### 報紙
- （日語）松崎亘. . 茨城新聞. 2016年6月23日.

## 外部鏈結
- いばっピ（页面存档备份，存于）